# Opogona
Opogona är ett släkte av fjärilar som beskrevs av Philipp Christoph Zeller 1853. Opogona ingår i familjen äkta malar.

## Bildgalleri

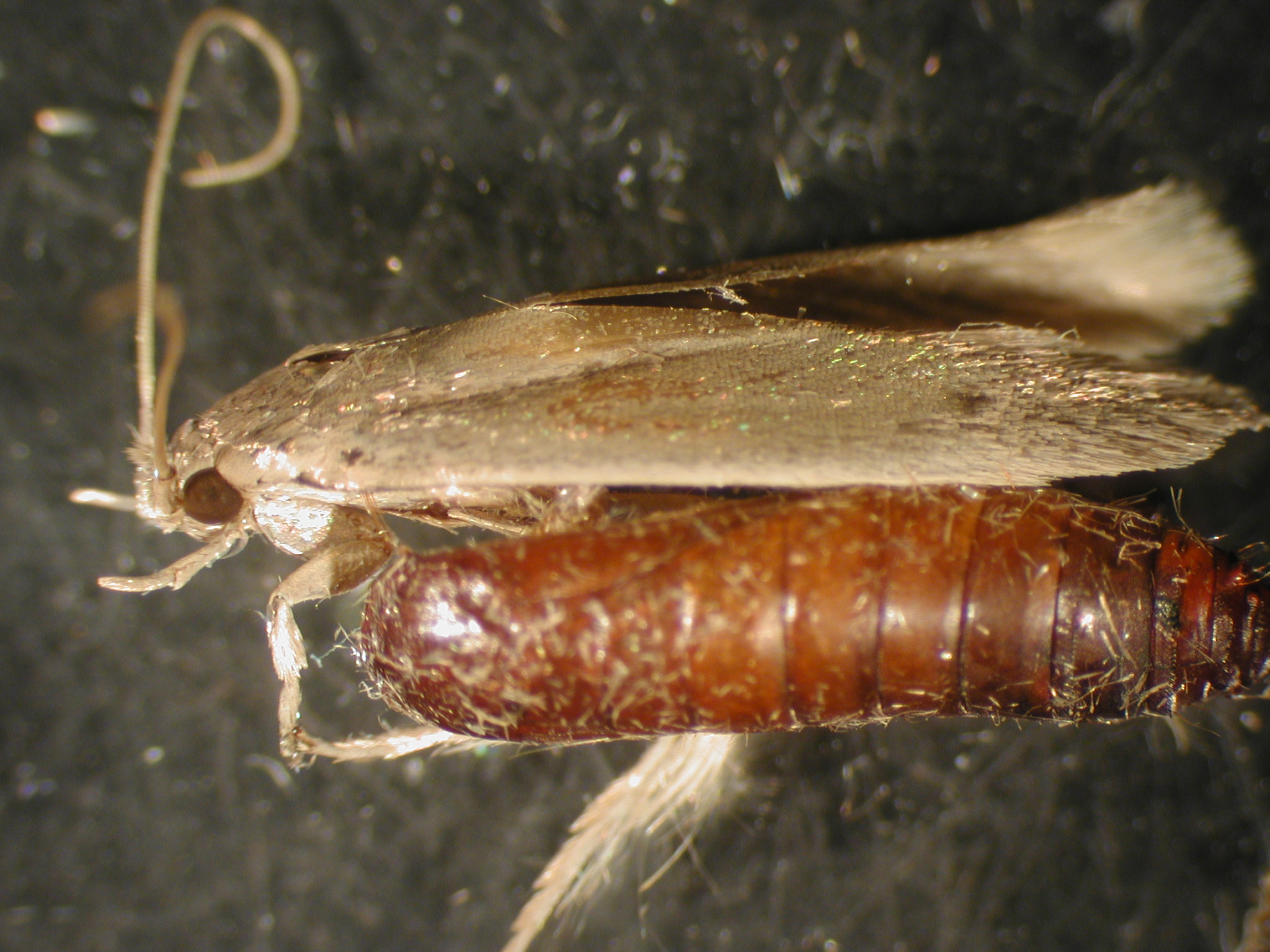
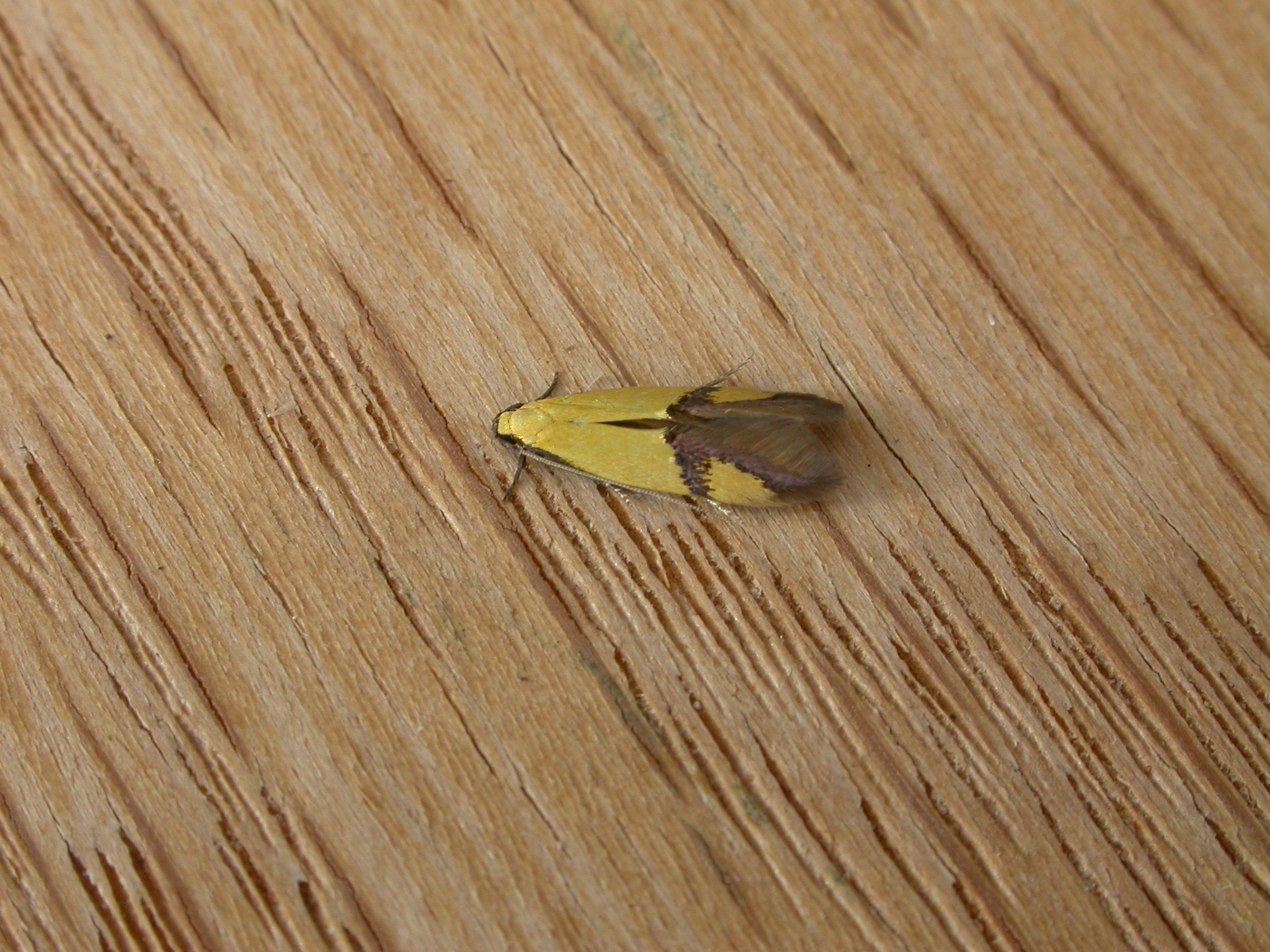
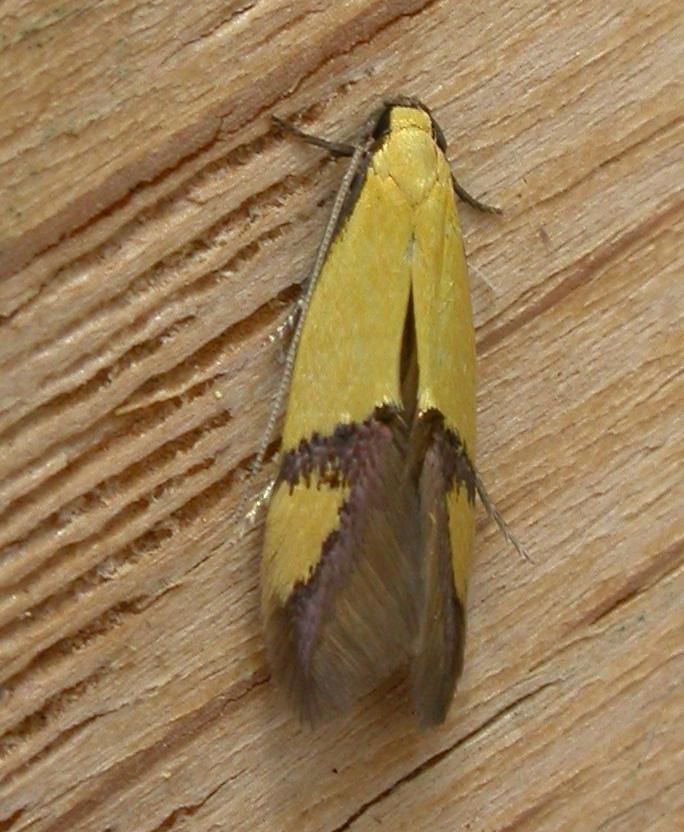
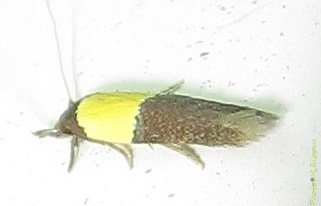

## Dottertaxa tillOpogona, i alfabetisk ordning[1][2]
- Opogona actaeon
- Opogona aemula
- Opogona allaini
- Opogona amphicausta
- Opogona amphichorda
- Opogona anaclina
- Opogona anisacta
- Opogona antiarcha
- Opogona anticella
- Opogona antistacta
- Opogona apicalis
- Opogona arizonensis
- Opogona asema
- Opogona atlantica
- Opogona aureomarmorata
- Opogona aurisquamosa
- Opogona autogama
- Opogona autophyta
- Opogona basilissa
- Opogona bicolor
- Opogona bicolorella
- Opogona binotatella
- Opogona brunneomarmorata
- Opogona calculata
- Opogona caryospila
- Opogona cataclasta
- Opogona chlorophaea
- Opogona chlorophanes
- Opogona choleropis
- Opogona chrysangela
- Opogona chrysocapna
- Opogona chrysophanes
- Opogona citrinodes
- Opogona citriseca
- Opogona citrolopha
- Opogona cleonyma
- Opogona clinomima
- Opogona compositarum
- Opogona comptella
- Opogona confinis
- Opogona congenera
- Opogona conjurata
- Opogona crypsipyra
- Opogona cyrtomis
- Opogona debilis
- Opogona dimidiatella
- Opogona dimorpha
- Opogona discordia
- Opogona divisa
- Opogona doxophanes
- Opogona dramatica
- Opogona echodes
- Opogona elaitis
- Opogona etiennella
- Opogona euchaetes
- Opogona euprosopis
- Opogona fasciculata
- Opogona fascigera
- Opogona fasciolata
- Opogona fatima
- Opogona flavofasciata
- Opogona flavofimbriata
- Opogona flavotincta
- Opogona florea
- Opogona floridensis
- Opogona fumiceps
- Opogona glaphyra
- Opogona glycyphaga
- Opogona gymnota
- Opogona harpalea
- Opogona helenae
- Opogona helenaeoides
- Opogona heliogramma
- Opogona hemidryas
- Opogona heroicella
- Opogona hylarcha
- Opogona icterica
- Opogona incorrectella
- Opogona indiscreta
- Opogona iolychna
- Opogona iricharis
- Opogona iridogramma
- Opogona irrorata
- Opogona ischnoscia
- Opogona isoclina
- Opogona isorthota
- Opogona isotalanta
- Opogona lamprocrossa
- Opogona lamprophanes
- Opogona leptynta
- Opogona liparopis
- Opogona loculata
- Opogona lornatella
- Opogona lotoxantha
- Opogona loxophanta
- Opogona lutigena
- Opogona masoalella
- Opogona melanopasta
- Opogona mendanai
- Opogona metanastes
- Opogona micranthes
- Opogona minutissima
- Opogona molybdis
- Opogona monosticta
- Opogona nebularis
- Opogona nephelodesma
- Opogona nipponica
- Opogona niveopicta
- Opogona omiastis
- Opogona omoscopa
- Opogona orchestris
- Opogona orthotis
- Opogona pandora
- Opogona papayae
- Opogona pelinoma
- Opogona percnodes
- Opogona perisema
- Opogona phaeadelpha
- Opogona phaeochalca
- Opogona phaeocrana
- Opogona piperata
- Opogona plumbifera
- Opogona pontigera
- Opogona praecincta
- Opogona praestans
- Opogona promalacta
- Opogona protodoxa
- Opogona protographa
- Opogona protomima
- Opogona psola
- Opogona pulveripennis
- Opogona pulverulenta
- Opogona punctata
- Opogona purpuriella
- Opogona pyrangela
- Opogona pyrographa
- Opogona pyrometalla
- Opogona recurva
- Opogona regressa
- Opogona retractella
- Opogona rhynchacma
- Opogona saccharella
- Opogona sacchari
- Opogona salpictes
- Opogona sapphiropis
- Opogona sarophila
- Opogona scabricoma
- Opogona scalaris
- Opogona scalena
- Opogona scaphopis
- Opogona serta
- Opogona simoniella
- Opogona simplex
- Opogona sogaella
- Opogona stathmota
- Opogona stenocraspeda
- Opogona stereodyta
- Opogona subaeneella
- Opogona sublucida
- Opogona succulenta
- Opogona sultana
- Opogona sycastella
- Opogona tamsi
- Opogona tanydora
- Opogona taochroa
- Opogona tergemina
- Opogona tetrasema
- Opogona theobroma
- Opogona thiadelpha
- Opogona trachyclina
- Opogona trichoceros
- Opogona trigonomis
- Opogona trissostacta
- Opogona tristicta
- Opogona trophis
- Opogona tyriopla
- Opogona ursella
- Opogona vilis
- Opogona xanthocrita
- Opogona xerota
- Opogona zophocrana
- Opogona zygodonta